# Univerzita Tomáše Bati ve Zlíně
Univerzita Tomáše Bati ve Zlíně (UTB) je veřejná vysoká škola univerzitního typu ve Zlíně, má šest samostatných fakult v rámci kraje. Nabízí studium technických a technologických, ekonomických, uměleckých, informatických, humanitních i zdravotnických oborů. Univerzita Tomáše Bati navazuje na tradici Fakulty technologické ve Zlíně Vysokého učení technického v Brně, která zde existovala od roku 1969 až do roku 2001, kdy zákonem 404/2000 Sb. vznikla k 1. lednu 2001 samostatná univerzita. Pojmenována je po jednom z nejvýznamnějších československých podnikatelů Tomáši Baťovi (1876-1932), budovateli moderního Zlína.
Na šesti fakultách UTB studuje přes 9000 posluchačů. Mezinárodní prostředí pomáhají vytvářet zahraniční studenti, jichž je na UTB 10 % a pocházejí z celého světa.  Škola je pravidelně velmi dobře hodnocena v mezinárodním srovnání. Podle prestižní britské společnosti Times Higher Education patří UTB mezi 40 nejlepších světových univerzit vzniklých po roce 2000. Podle žebříčku, který ve stejném roce zpracovala britská společnost QS Ranking, patří univerzitě 92. místo mezi univerzitami střední a východní Evropy a Střední Asie.
Univerzita nabízí třístupňové studium založené na kreditovém systému ECTS (European Credit Transfer System), absolventi UTB získávají celoevropsky uznávaný Diploma supplement. Univerzita získala od Evropské komise certifikát Diploma Supplement Label a má též certifikát ECTS Label.
Univerzitu charakterizuje rozvinutá věda a výzkum. V některých směrech, jako je polymerní inženýrství, chemie, automatizace a řízení technologických procesů nebo kreativní obory, má UTB kredit i v zahraničí.

## Historie
V roce 1960 vznikla ve Zlíně pobočka strojní a chemické fakulty Slovenské vysoké školy technické v Bratislavě, v roce 1963 přešlo pod Vysoké učení technické v Brně.  15. dubna 1969 byla ve Zlíně založena Fakulta technologická jako součást Vysokého učení technického v Brně a v roce 1995 vznikla Fakulta managementu a ekonomiky opět v rámci VUT. O dva roky později pak Institut reklamní tvorby a marketingových komunikací (od roku 2002 Fakulta multimediálních komunikací). Dne 14. listopadu 2000 podepsal prezident Václav Havel zákon 404/2000 Sb., o zřízení Univerzity Tomáše Bati ve Zlíně, čímž oficiálně vznikla univerzita k 1. lednu 2001 vyčleněním majetku obou fakult z vlastnictví Vysokého učení technického v Brně.
Univerzita se postupně rozrůstala od roku 2002 o Fakultu multimediálních komunikací, v r. 2006 vznikla Fakulta aplikované informatiky, v r. 2007 Fakulta humanitních studií a od 1. září 2009 funguje také Fakulta logistiky a krizového řízení se sídlem v Uherském Hradišti.

## Fakulty
- Fakulta technologická (založena 15. dubna 1969, součást UTB od 2001)
- Fakulta managementu a ekonomiky (založena 27. června 1995, součást UTB od 2001)
- Fakulta multimediálních komunikací (od 1. ledna 2002)
- Fakulta aplikované informatiky (od 1. ledna 2006)
- Fakulta humanitních studií (od 1. ledna 2007)
- Fakulta logistiky a krizového řízení sídlící v Uherském Hradišti (od 1. září 2009)

## Ubytování studentů
Pro studenty nabízí univerzita kolejní ubytování v jedno- , dvou- nebo třílůžkových pokojích. Každý rok se kapacita zvyšuje a jsou uvolňovány prostředky na jejich modernizaci. Kapacita kolejí je 824 lůžek pro studenty, 2 lůžka pro imobilní, 44 lůžek pro zaměstnance UTB. Internet je ve všech kolejích univerzity.
- Kolej Antonínova - 356 lůžek
- Kolej nám. T.G.Masaryka - 334 lůžek
- MSI - pronájem - 134 lůžek [8]

Plánovaný stav od 1. 9. 2022
Pro studenty nabízí univerzita kolejní ubytování v jedno- , dvou- nebo třílůžkových pokojích. Každý rok se kapacita zvyšuje a jsou uvolňovány prostředky na jejich modernizaci. Kapacita kolejí je 1 123 lůžka pro studenty, 7 lůžek pro imobilní, 44 lůžka pro zaměstnance UTB a 40 lůžek pro hosty UTB. Internet je ve všech kolejích univerzity.
- Kolej Antonínova - 356 lůžek
- Kolej Štefánikova – 160 lůžekKongresové centrum zlín (vlevo) a univerzitní centrum (vpravo)

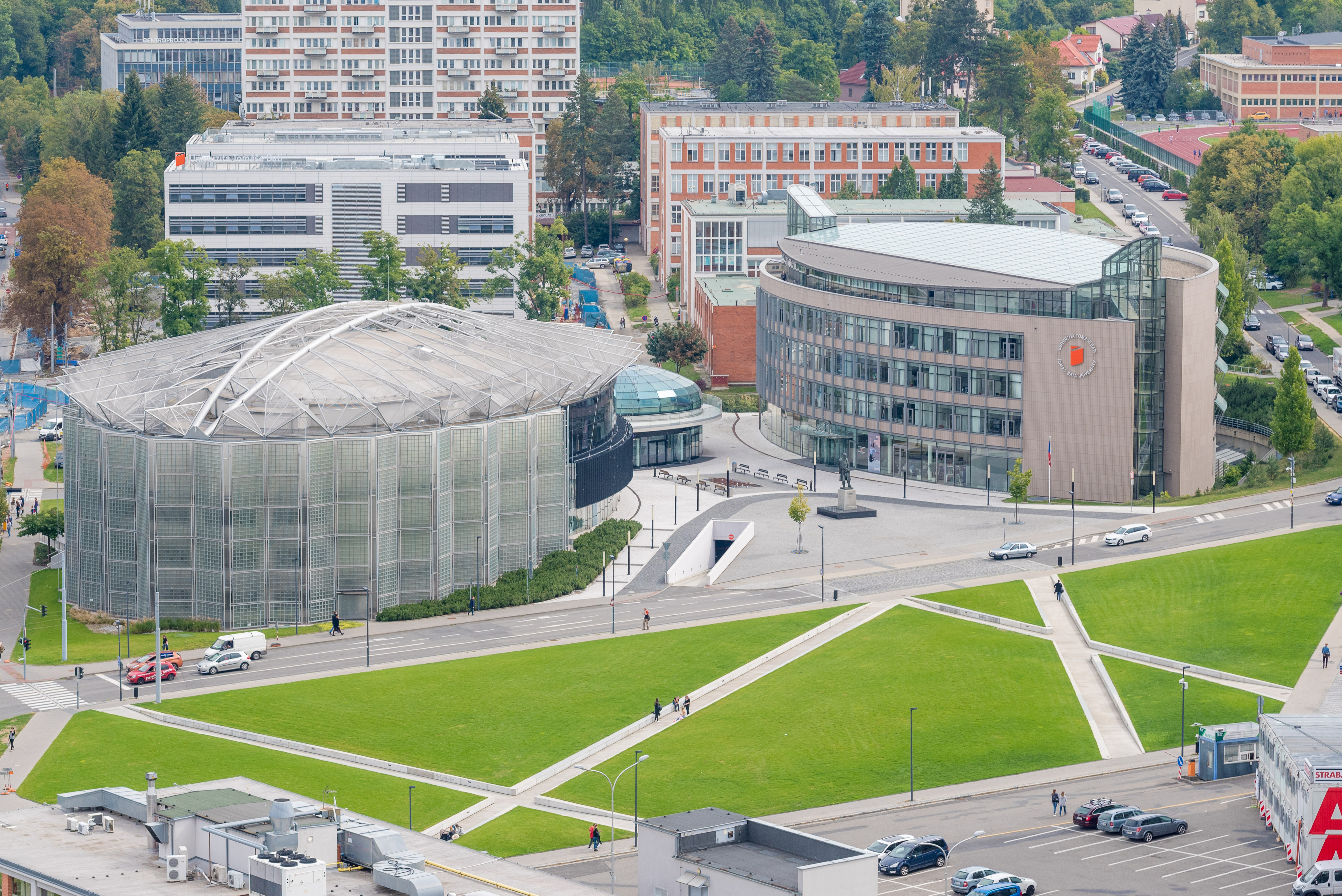
Kongresové centrum zlín (vlevo) a univerzitní centrum (vpravo)

- Kolej nám. T. G. Masaryka - 334 lůžek
- MSI – pronájem – 134 lůžka
- Garni – pronájem – 139 lůžek

## Stravování studentů
- Menza Štefánikova - kapacita 294 osob
- Menza Jižní svahy U5 - kapacita 92 osob
- Bufer U2 - kapacita 44 osob
- Restaurace U13 - 78 osob (s obsluhou)

## Knihovna UTB
Knihovna UTB ve Zlíně je veřejně přístupnou knihovnou. Své služby poskytuje zejména pedagogům a studentům UTB, ale i odborné veřejnosti. V jejích fondech se nacházejí knihy, odborné časopisy, denní tisk, CD, audiokazety, videokazety, diplomové a disertační práce, ale také elektronické informační zdroje. Knihovna sídlí v budově Univerzitního centra na náměstí T. G. Masaryka, které bylo postaveno v letech 2006 – 2008 podle návrhu architektky a zlínské rodačky Evy Jiřičné a společně s přilehlou budovou Kongresového centra tvoří architektonický komplex v centru města. Uživatelům je v knihovně k dispozici 232 počítačů a další přípojná místa pro notebooky.

## Studentské organizace

Vlajka Univerzity Tomáše Bati ve Zlíně

Na UTB působí množství studentských organizací včetně studentské unie.

### IAESTE LC Zlín
IAESTE ve Zlíně pořádá regionální veletrh pracovních příležitostí.

### Studentská unie
Studentská unie (SU) je dobrovolnická organizace studentů Univerzity Tomáše Bati ve Zlíně, jejímž cílem je vytvářet co nejlepší podmínky pro studenty i zaměstnance na univerzitě. SU vznikla 15. dubna 2005. Studentská unie pořádá nejméně 16 projektů ročně. Jejich cílem je bavit studenty univerzity, vzdělávat je a zpříjemňovat jim studium.
- Suport.cz - Portál SU, obsahující školní materiály, fóra o problémech studentů, informace o unii a v neposlední řadě lifestylový magazín a informace o aktuálním dění na škole.
- Vítání prváků - Ceremonie pasování „prváků“ mezi studenty slavnostní přísahou na pravou botu.
- Mezinárodní den studentstva - Pietní připomenutí studentských bojů za svobodu a vlastní projev z roku 1939. Součástí je kulturní program (Běh do schodů, promítání filmů atd.).
- Rozsvícení vánočního stromečku - Tradiční vítání adventu, společná oslava studentů a zaměstnanců univerzity.
- Antiples - Jakožto opak oficiálního univerzitního plesu v róbách je Antiples studentským večírkem v maskách. Součástí Antiplesu je soutěž o nejoriginálnější převlek.
- Pivní spirála - Dvoučlenné až tříčlenné týmy studentů mají za úkol vypít vždy 2 velká a jedno malé pivo v 10 podnicích ve Zlíně a Otrokovicích. Zakázány jsou jakékoliv vlastní dopravní prostředky, pouze MHD.
- Galavečer - Každoroční ocenění výjimečných studentů univerzity. Součástí oceňování je kategorie Bláznivý počin, reprezentující studentský život.
- SU v parku - Jednodenní oddechový den ve zlínském parku na závěr letního semestru. Cílem akce je relaxovat u muziky a her (pétanque, kriket, Twister…) před zkouškovým obdobím.[10]

### Erasmus Student Network Zlín
Erasmus Student Network Zlín (ESN Zlín) je studentská organizace, která ve spolupráci s mezinárodním oddělením UTB pracuje s přijíždějícími zahraničními studenty a dává si za úkol usnadnit jim příjezd do města, jeho poznání, nástup na univerzitu; dále pro studenty organizuje poznávací výlety a volnočasové aktivity. ESN Zlín je členem mezinárodní studentské sítě Erasmus Student Network.

## UTB za klima
UTB za klima vychází z iniciativy Univerzit za klima (www. univerzityzaklima.cz), která sdružuje podobně smýšlející buňky z několika českých univerzit. 
Vize tohoto spolku jsou:
- podporovat environmentálně příznivé chování každého jedince na univerzitě s přesahem do běžného života
- podporovat rozvoj prostředí univerzity v souladu s pravidly udržitelného rozvoje
- spolupracovat s ostatními organizacemi, ke kterým má UTB vazbu, a to ve všech relevantních oblastech
- přispívat k dobrému jménu univerzity a propagovat její kroky k udržitelnému rozvoji
- zvyšovat povědomí veřejnosti o stavu klimatu a prosazovat kroky k jeho zlepšení na regionální úrovni (město, kraj)

## Univerzitní mateřská školka
Univerzita disponuje od 1. června 2011 univerzitní školkou pro studenty a zaměstnance.

## Sport na univerzitě
Součástí univerzity je sport a propagace moderního životního stylu. Ústav tělesné výchovy a sportu zabezpečuje sportovní aktivity na všech fakultách.

### Sportovní aktivity
Americký fotbal, cheerleading, badminton, cyklistika, florbal, golf, inline bruslení, stolní tenis, spinning, taekwon-do, tai Ji Quan, thajský box, kendo, ju-jitsu, volejbal, lyžování, snowboarding, posilovna, horolezectví, plavání, aerobik, sálová kopaná, tenis.

### Každoroční akce
- Zimní výcvikový kurz - možnost zúčastnit se lyžařského kurzu
- Den sportu - Rektorský den sportu pořádá Ústav tělesné výchovy UTB jednou ročně v letním semestru. Kromě výšlapu okolím Zlína se studenti mohou zapojit do mnoha sportovních turnajů (např. golfový, fotbalový či squashový turnaj).
- Letní výcvikový kurz - V areálu Luhačovic je možnost využít kurzů cykloturistiky, turistiky, skálolezení, míčových her, softballu, kanoistice, windsurfingu a další.

## Udělené čestné doktoráty
Tituly doctor honoris causa na univerzitě získali:
1. José Manuel Durão Barroso (uděleno dne 22. dubna 2009 za jeho osobní zásluhy o připojení České republiky k Evropské unii a o budování nové Evropy)[12]
2. Eva Jiřičná (uděleno dne 18. května 2011 za excelentní prezentaci univerzity a šíření dobrého jména města)[13]
3. Sonja Bata (uděleno dne 26. dubna 2012 za dlouholetou podporu UTB - od jejího založení až do současnosti, za její propagaci v zahraničí a za osobní přínos k rozvoji mezinárodních vztahů UTB)
4. Miroslav Zikmund (uděleno dne 13. února 2014 za obdivuhodné celoživotní dílo, kterým společně se svým dlouholetým kolegou a přítelem Jiřím Hanzelkou výrazně obohatili a rozšířili mnoho oblastí lidského vědění